# 格里諾 (喬治亞州)
格里諾（英語：Greenough）是位於美國喬治亞州米切爾縣的一個非建制地區。該地的面積和人口皆未知。

## 地理
格里諾的座標為31°19′00″N 84°06′06″W / 31.31667°N 84.10167°W，而該地的平均海拔高度為89米（即292英尺）。